# 浮世草子
浮世草子（うきよぞうし）は、江戸時代に生まれた前期近世文学の主要な文芸形式のひとつ。

## 概要
井原西鶴の『好色一代男』（1682年刊行）以降約100年間、上方を中心に流行した作品である。仮名草子よりも娯楽性を強め、当時の風俗や人情の諸相を描いた。浮世草子の呼称は元禄頃から見られる。
浮世草子は5期に大別できる。第1期は1682年（天和2年）『好色一代男』刊行から西沢一風『風流御前義経記』刊行の前年（1699年）までで、西鶴とその対抗作や追随作が中心である。西鶴と同時期の作家には山八（山本八左衛門）と西村未達がいる。第2期は『風流御前義経記』刊行から『傾城禁短気』（1711年（宝永8年））刊行までで、西沢一風や江島其磧が活躍した。この時期の作家には、都の錦・錦文流・北条団水・青木鷺水・月尋堂がおり、その内容は古典の卑俗化、実際の事件や巷説、町人物などに及ぶ。第3期は1711年（正徳元年）から1735年（享保20年）までで、八文字屋自笑と江島其磧の抗争と和解が起こり、歌舞伎や浄瑠璃の翻案を中心とした時代物が流行した。第4期は其磧没後の1736年（元文元年）から八文字屋が板木を売却する1766年（明和3年）までで、多田南嶺や八文字屋瑞笑が活躍する。第5期は1767年（明和4年）以降から1788年（天明3年）までで、上田秋成（和訳太郎名義）や永井堂亀友、大雅舎其鳳が作品を残すも、江戸中心に新しい文芸活動が起こり、浮世草子は終焉する。最終的には、初期洒落本･読本･談義本などと混淆する形で消滅した。
京都の八文字屋自笑から出版された浮世草子は、特に「八文字屋本（はちもんじやぼん）」と呼ばれ、1701年（元禄14年）前後から1786年（天明8年）辺りまで及んだ。

## 代表的な作者
- 青木鷺水
- 井原西鶴
- 江島其磧
- 多田南嶺
- 西沢一風
- 錦文流
- 都の錦
- 北条団水